# Nordmörelav
Nordmörelav (Cornicularia normoerica) är en lavart som först beskrevs av Johann Ernst Gunnerus, och fick sitt nu gällande namn av Du Rietz. Nordmörelav ingår i släktet Cornicularia och familjen Parmeliaceae.  Arten är reproducerande i Sverige. Inga underarter finns listade i Catalogue of Life.